# Bonsiéga
Bonsiéga är en ort i Burkina Faso.   Den ligger i provinsen Gnagna Province och regionen Est, i den nordöstra delen av landet, 190 km nordost om huvudstaden Ouagadougou. Bonsiéga ligger 265 meter över havet och antalet invånare är 3 583.
Terrängen runt Bonsiéga är platt. Runt Bonsiéga är det glesbefolkat, med 19 invånare per kvadratkilometer.. Bonsiéga är det största samhället i trakten.
Trakten runt Bonsiéga består i huvudsak av gräsmarker.